# Oregoni Egyetem Tervezési Főiskola
Az Oregoni Egyetem Tervezési Főiskolája (korábban Építészeti és Társművészeti Intézet) az Amerikai Egyesült Államok Oregon államának Eugene városában működik. Az intézményt 1914-ben alapította Ellis F. Lawrence építész.

## Története
Ellis F. Lawrence alapító szerint az intézmény az építészetet nem mérnöki, hanem művészeti szempontból közelíti meg. 1922-ben a képzés első felelős oktatója Walter R. B. Willcox lett, ekkortól a társadalmi szempontok váltak fontossá.
A második világháború után a növekvő hallgatói létszám miatt átszervezések történtek.
Az 1950-es években egy évig Arthur Erickson kanadai építész is itt oktatott. Az 1957-ben diplomát szerzett Douglas Shadbolt később több építészeti intézet dékánja is volt.
2017-ben Tervezési Főiskolára nevezték át.

## Szervezeti egységek

### Építészeti és Környezeti Intézet
Az építészeti képzés 1964-től saját tanszéken zajlik. Az Amerikai Építészeti Felsőoktatási Intézmények Szövetsége 1919-ben akkreditálta; az évben a negyven jelentkező iskolából csak húszat akkreditáltak. 2013-ig, a Portlandi Állami Egyetem akkreditációjáig ez volt az egyetlen, a Nemzeti Építészeti Akkreditációs Bizottság által elismert képzés.
A tájépítészeti képzés 1928 és 1932 között az Oregoni Mezőgazdasági Főiskolán (ma Oregoni Állami Egyetem) zajlott. Áthelyezését követően a képzési idő öt évre bővült, egy évvel később pedig mesterszakot indítottak.

### Művészeti és Tervezési Intézet
Az intézet képzőművészeti képzéseket (például ékszerkészítés, festészet, fotóművészet) indít. A hallgatók munkáit a LaVerne Krause Galériában állítják ki.
A művészeti és belsőépítészi tanszékek közreműködésével, valamint Tim Boyle, a Columbia Sportswear vezérigazgatójának másfél millió dolláros adományával 2008 őszén terméktervezői képzés indult. Az intézmény több céggel (például Nike, Intel) is partnerségben áll. A képzés elvégzését követően a portlandi sportterméktervezői szakon lehet továbbtanulni.

### Tervezési, Közigazgatási és Vezetési Intézet
Az intézet közigazgatási, nonprofit vezetői és várostervezői képzéseket indít.

## Rangsorok
A DesignIntelligence folyóirat 2010-ben az intézményt országos ranglistáján a 7. helyre sorolta. A fenntartható tervezés kategóriájában az 1., míg az üzleti elemzés kategóriájában az 5. lett (2009-ben a UC Berkeley-vel azonos helyen végzett). A U.S. News & World Report 1998-as mesterképzési rangsorában a 15. helyen állt.
A DesignIntelligence 2007-es nyugati regionális rangsorában a mesterképzés az első, az alapképzés pedig a második helyre került.

## Épületek
Az intézmény elsősorban a Lawrence épületben működik, de a portlandi White Stag Blockban is zajlik oktatás.

## Nevezetes személyek
- Alan Lowe, a kanadai Victoria polgármestere[15]
- Brad Cloepfil, az Allied Works Architecture alapítója[16]
- Christopher Judge, színész[17]
- Cuj Jüe-csün, vitatott tevékenységű kínai építész[18]
- Daniel Wu, színész[19]
- Howard Backen, a BAR Architects és a Backen, Gillam & Kroeger alapítója[20]
- I Cshangre, koreai regényíró[21]
- James Ivory, forgatókönyvíró[19]
- Jason F. McLennan, a McLennan Design vezérigazgatója[22]
- Joe Hutshing, vágó[23]
- LaVerne Krause, festő[24]
- Muzharul Islam, bangladesi építész[25]
- Rick Mather, a Rick Mather Architects alapítója[26]
- Ron Wigginton, festő[27]
- Sarah Susanka, a The Not so Big House szerzője[28]
- Tinker Hatfield, a Nike építésze[29]
- Thomas Hubka, építész[30]

## Fordítás
- Ez a szócikk részben vagy egészben  az   University of Oregon College of Design című angol Wikipédia-szócikk ezen változatának fordításán alapul.  Az eredeti cikk szerkesztőit annak laptörténete sorolja fel. Ez a jelzés csupán a megfogalmazás eredetét és a szerzői jogokat jelzi, nem szolgál a cikkben szereplő információk forrásmegjelöléseként.